# پستا (روزنامه)
روزنامه پُستا (ترکی استانبولی: Posta Gazetesi) یک روزنامه سراسری پر شمارگان در ترکیه است.
این روزنامه که در ۲۳ آوریل سال ۱۹۹۵ انتشار آن آغاز گردید همانند روزنامه حریت به گروه رسانه‌ای دوغان وابسته است. این روزنامه به همراه روزنامه زمان و روزنامه حریت و روزنامه ملیت جزء پرفروش‌ترین روزنامه‌های ترکیه به شمار می‌آیند.
روزنامه سراسری پُستا مطابق آمار در هفته سوم ماه اوت سال ۲۰۱۱ با فروش ۴۷۵ هزار و ۴۱۴ نسخه در مکان دوم پرفروش‌ترین روزنامه ترکیه بعد از روزنامه زمان ایستاده‌است.
این روزنامه که بیشتر مطالب آن مطالب تفریحی است دارای بخشهای سیاسی، اجتماعی، اقتصادی، هنری و فرهنگی می‌باشد.